# Ögmundur
Ögmundur är en bergstopp i republiken Island. Den ligger i regionen Suðurland, 130 km öster om huvudstaden Reykjavík. Toppen på Ögmundur är 1 339 meter över havet, eller 362 meter över den omgivande terrängen. Bredden vid basen är 3,4 km. Ögmundur ingår i Kerlingarfjöll.
Trakten runt Ögmundur är nära nog obefolkad, med mindre än två invånare per kvadratkilometer. Det finns inga samhällen i närheten. Trakten runt Ögmundur består i huvudsak av gräsmarker.